# Michel Bruneau (géographe)
Pour les articles homonymes, voir Michel Bruneau et Bruneau.
Michel Bruneau, né le 11 avril 1940, est un géographe français, éminent spécialiste de l'Asie du Sud-Est, des diasporas et des espaces transnationaux dans une perspective interdisciplinaire, s'appuyant notamment sur l'exemple de la diaspora grecque. Ses pairs lui reconnaissent en outre un rôle de chef de file dans la recomposition de la géographie française au cours des décennies 1970-1980.

## Biographie
Agrégé de géographie, Michel Bruneau commence ses recherches au milieu des années 1960 à l'université de Chiang Mai dans le nord de la Thaïlande et soutient en 1977 une thèse de Doctorat ès Lettres à l'université Paris IV sous le titre Recherches sur l'organisation de l'espace dans le Nord de la Thaïlande. Pendant une quarantaine d'années (1965-2005) il étend ses recherches à d'autres pays d'Asie du Sud-Est et à différentes échelles, du local au continental. Il a codirigé avec Christian Taillard le volume Asie du Sud-Est de la Géographie Universelle Belin-RECLUS dirigée par Roger Brunet (1995). Il a également écrit les articles du dictionnaire de géopolitique Flammarion dirigé par Yves Lacoste (1993 et 1995) ainsi que du dictionnaire des États (1998), sur tous les pays de l’Asie du Sud-Est continentale. Il a également dirigé la partie Asie du Sud-Est du livre-atlas « Asies Nouvelles » (Belin) dirigé par Michel Foucher (2002).
Il a publié un essai sur les diasporas et les espaces transnationaux chez Anthropos-Economica (2004) et quatre essais de géo-histoire, l'un sur les modèles spatiaux et les logiques territoriales des États de l'Asie du Sud-Est chez Belin (2006), trois autres chez CNRS-Éditions : De l'Asie Mineure à la Turquie : minorités, homogénéisation ethno-nationale, diasporas (2015), L'Eurasie : continent, empire, idéologie ou projet (2018), et Peuples-monde de la longue durée: Chinois, Indiens, Grecs, Juifs, Arméniens (2022).
M. Bruneau a, avec G. Courade puis D. Dory, suscité un débat sur l’histoire et l’épistémologie de la géographie coloniale et tropicale, en particulier autour de l’œuvre de Pierre Gourou. Cela a donné lieu à un débat de L'Espace géographique (1984) et à deux tables rondes publiées : Les Enjeux de la tropicalité (1987), Géographies des Colonisations (1992). Ce débat a rebondi dans le cadre d'un colloque international (2004) sur une approche postcoloniale de la géographie tropicale de P. Gourou à l'Université de Saint Andrews en Écosse (G. Bowd, D. Clayton). M. Bruneau a publié dans ce cadre deux articles, l'un dans le Journal of Tropical Geography (2005), l'autre dans L'Espace géographique (2006).
Michel Bruneau a été membre élu et Président de la section 39 « Espace, Territoires et Sociétés » du Centre national de la recherche scientifique de septembre 1995 à septembre 2000. Il a dirigé la collection « Espaces et Milieux » (CNRS-Éditions) de 1998 à 2006.
Il est membre du comité de rédaction de L'Espace géographique et de la revue électronique Cybergeo. Il est également membre du comité de rédaction de la revue interdisciplinaire Anatoli (CNRS-Éditions).
Il a reçu le prix René Pierre Louis Bessière de la Société de Géographie (Paris) pour son ouvrage De l'Asie Mineure à la Turquie : minorités, homogénéisation ethno-nationale, diasporas, CNRS-éditions, 2015.
Directeur de recherche émérite au CNRS, Michel Bruneau appartient à l'UMR « Europe, européanité, européanisation » de l'université de Bordeaux.

## Sélection de publications

### Sur l'Asie du Sud-Est
- Bruneau M., 1978, « Évolution de la formation sociale et transformations de l'espace dans le Nord de la Thaïlande (1850-1977) », Cahiers de géographie du Québec, 22 (56), p. 217-263.
- Bruneau M., Taillard C. (dir.), Livre I, Asie du Sud-Est, 238 p. in Géographie Universelle Belin-Reclus (dir. R. Brunet), volume Asie du Sud-Est-Océanie, 480 p., 1995.
- Bruneau M., 2006, L'Asie d'entre Inde et Chine : logiques territoriales des États, Belin, Paris, 317 p.  (ISBN 9782701144757)
- (en) Bruneau M., 2012, « Agrarian Transitions in Northern Thailand : from Peri-urban to Mountain Margins (1966-2006)», Revisiting Rural Places, J. Rigg, P. Vandergeest (ed.),Singapore: Nus Press, p. 38-51.
- Bruneau M., 2021, " L'Asie du Sud-Est: un ensemble d'Etats-nations résilients, Bulletin de l'Association de Géographes Français, 98 (1), p. 65-80.
- Bruneau M., 2022, " L'interpénétration du rural et de l'urbain en Thaïlande: approche diachronique de la résilience des petites exploitations agricoles (1967-2017), l'Espace géographique, 51(1), p. 40-57.

### Sur l'histoire et l'épistémologie de la géographie
- Bruneau M., Dory D. (dir.) Les enjeux de la tropicalité, Collection « Recherches en géographie », Masson, Paris, 161 p., 1989.
- Bruneau M., Dory D. (dir.) Géographies des colonisations, XVe – XXe siècles, L'Harmattan, Paris, 1994, 420 p.
- Bruneau M., 2000, « Pierre Gourou (1900-1999), géographie et civilisations », L'Homme, 153, p. 7-26.
- (en) Bruneau M., 2005, « From a centred to a decentred tropicality : francophone colonial and postcolonial geography in Monsoon Asia », Singapore Journal of Tropical Geography, 26 (3), p. 304-322.
- Bruneau M., 2006, « Les géographes français et la tropicalité, à propos de l’Asie des Moussons », L'Espace géographique, 35 (3), p. 193-207.
- Bruneau M., 2000, « De l'icône à l'iconographie, réflexions sur l'origine byzantine d'un concept gottmanien », Annales de Géographie, 616, p. 563-579.
- Bruneau M., 2010, « Civilisation(s) : pertinence ou résilience d’un terme ou d’un concept en géographie ? », Annales de Géographie, 674, 2010, p. 315-337.
- Bruneau M., 2022, "De la Thaïlande aux Grecs pontiques : deux "terrains fondamentaux", deux thématiques de recherche différentes", Bulletin de l'Association de Géographes Français, 99 (2), p. 217-232.
- Bruneau M. a rédigé les articles suivants de l'encyclopédie en ligne Hypergéo : Diaspora, Communauté transnationale, Civilisation(s), Pierre Gourou, Logiques territoriales de peuples et/ou d'Etats, Etat-nation en géographie, Peuples-monde.
- Bruneau M., 2023, Parcours d'un géographe de transitions, l'Harmattan, 328 p.

### Sur les diasporas et le transnationalisme
- Diasporas (dir. d'ouvrage), Reclus, Montpellier, 1995, 190 p. (compte-rendu en ligne )
- Les Grecs pontiques : diaspora, identité, territoires (dir. de la publication), CNRS, Paris, 1998, 247 p.  (ISBN 2-271-05546-6) (Actes d'un colloque international, École française d'Athènes, mars 1995) (compte-rendu en ligne )
- "Peuples-monde de la longue durée: Grecs, Indiens, Chinois", l'Espace géographique, 30 (3), 2001, p. 193-212.
- Diasporas et espaces transnationaux, Ed. Anthropos, Paris, coll. Villes-Géographie, 2004, 249 p. (comptes-rendus en ligne  et )
- « Les territoires de l’identité et la mémoire collective en diaspora », in L'Espace géographique, 2006, no 4, tome 35, p. 328-333.
- « Territoires, lieux et identité en diaspora », in Grande Europe, no 28, janvier 2011 (La Documentation française)
- Bruneau M., Hassiotis I., Hovanessian M., Mouradian C. (dir), 2007, Actes du colloque européen (octobre 2001), Arméniens et Grecs en Diaspora, approches comparatives, Champs helléniques modernes et contemporains, École française d’Athènes, Paris, De Boccard, 598 p.
- (en) Bruneau M., 2010, « Diasporas, transnational spaces and communities », in Diaspora and Transnationalism: concepts, theories and methods, R. Bauböck, T. Faist (eds), Amsterdam University Press, p. 35-50.
- (en) Bruneau M., 2018, "The Ties of Greek and Turkish Refugees and "Exchangees" to their Lost Homelands : An Assymetry of Memory", in How to Address the Loss ? Forced Migrations, Lost Territories and the Politics of History, A. Bazin, C. Perron (eds), Peter Lang, p. 135-165.

### Sur l'Asie Mineure et la Turquie
- Bruneau M., 2015 a, « L’espace-temps des Turcs et de la Turquie, de l’Eurasie à l’Anatolie : essai de modélisation graphique », Cybergeo : European Journal of Geography [En ligne], Espace, Société, Territoire, document 726, mis en ligne le 01 juin 2015. URL : http:// cybergeo.revues.org/27019 ; DOI : 10.4000/cybergeo.27019.
- Bruneau M., 2015 b, De l’Asie Mineure à la Turquie : minorités, homogénéisation ethno-nationale, diasporas, Paris : CNRS-Éditions, 412 p.

### Sur l'espace eurasiatique et les États-nations
- Bruneau M., 2014, « Les États-nations de l’espace eurasiatique issus d’empires, de cités-États, d’États-mandala : que doivent-ils au modèle européen occidental ? », L'Espace géographique, 3, p. 251-264.
- Bruneau M., 2017, « Logiques territoriales et États-nations dans les espaces eurasiatiques », L’Espace Politique, 31 | 2017-1, mis en ligne le 19 avril 2017, consulté le 24 avril 2017
- Bruneau M., 2018, « L'Eurasie, un impensé de la géographie : continent, empire, idéologie, projet ? », L'Espace géographique, 47 (1), p. 1-18.
- Bruneau M., 2018, L'Eurasie : continent, empire, idéologie ou projet, Paris, CNRS-Editions, 352 p.
- Bruneau M., 2019, "La relation continentale eurasiatique dans le longue durée: de la "Route de la soie" aux "Nouvelles Routes de la soie" et aux corridors", Bulletin de l'Association de Géographes Français, 96 (3), p. 388-404.
- Bruneau M., 2022, Peuples-monde de la longue durée: Chinois, Indiens, Grecs, Juifs, Arméniens, Paris: CNRS-Editions, 284 p.